# Tetropium parallelum
Tetropium parallelum là một loài bọ cánh cứng trong họ Cerambycidae.